# Pueblonuevo del Bullaque
Pueblonuevo del Bullaque es una localidad de Retuerta del Bullaque, situada al suroeste del término municipal, en la provincia de Ciudad Real. Está situado en la falda sur de los Montes de Toledo, a 39,6 km por carretera de la capital municipal. En sus inmediaciones corre el río Bullaque y está localizado a pie del embalse de Torre de Abraham. Su población en 2021 era de 235 vecinos. Las actividades económicas predominantes son las agrícolas.

## Historia
Los orígenes de su fundación están en los planes del Instituto Nacional de Colonización, un organismo de la Administración del Estado durante el Régimen del general Franco, que duró como tal hasta 1971. El objetivo del Instituto de Colonización era el de atraer población hacia tierras poco explotadas (en muchos casos, por la mala calidad de las mismas) para evitar la despoblación rural. Pueblo Nuevo del Bullaque es uno de los nueve pueblos de colonización creados por el INC en la provincia de Ciudad Real.
Antes de ser pueblo, sus tierras pertenecían a dos grandes fincas: La Toledana, propiedad del duque de Calabria y Cabañeros, propiedad de la familia Aznar. Parte de las tierras de estas fincas fueron expropiadas a sus dueños creándose así en 1956, Pueblo Nuevo del Bullaque, por orden del Instituto de Colonización y bajo la aprobación del Jefe del Estado de España por entonces, el general Francisco Franco.
El pueblo se construyó con proyecto del arquitecto Manuel Jiménez Varea en 1954 para instalar colonos en parcelas de secano y regadío representa la estética de las poblaciones creadas por el Instituto, aunque en los paramentos de sus fachadas juega con la mampostería y los encalados típicos.

## Flora y fauna
La localidad es una de las puertas del Parque nacional de Cabañeros, albergando el centro de visitantes "Casa Palillos".

## Agricultura
Vive principalmente de la agricultura impulsada por el plan de regadíos del pantano de Torre de Abraham, siendo su cultivo principal el maíz.

## Fiestas
San Isidro: 15 de mayo. Para las Fiestas de San Isidro se hace la tradicional caldereta, la cual cualquiera puede degustar, y posteriormente se hacen diversos juegos infantiles, torneos de mus, truque... con premios para todos. El domingo de ese mismo fin de semana se realiza la Romería, en la ribera del río Bullaque, donde cada familia se reúne y pasa un rato agradable.
La Virgen del Rosario: 7 de octubre.
El 6 de diciembre tiene lugar la "montería" o "cacería" donde se reúne un gran número de cazadores para realizarla. Las reses capturadas se muestran al pueblo al finalizar la jornada.